# Quatuors à cordes de Charles Ives

Charles Ives a écrit deux grands quatuors à cordes ainsi que trois pièces courtes, et cinq œuvres pour quatuors avec un instrument additionnel (piano ou contrebasse).
Charles Ives tire fréquemment son inspiration de la musique populaire et religieuse de son temps. En musique de chambre, il a écrit également quatre sonates pour violon ainsi qu'un trio, et plusieurs miniatures pour ensemble de chambres.

## Quatuorno1
Sous titré From the Salvation Army, il a été écrit par Ives en 1896 alors qu'il avait 21 ans et qu'il était étudiant à l'université Yale. Il comporte quatre mouvements et son exécution demande environ 20 minutes.
- Chorale (Andante con moto)
- Prelude (Allegro)
- Offertory (Adagio cantabile)
- Postlude (Allegro Marziale)

Le matériel thématique provient de plusieurs hymnes religieux dont Beulath Land et Stand up, stand up for Jesus. La version initiale de son premier mouvement était une fugue qu'Ives a repris dans le troisième mouvement de sa quatrième symphonie.
L'œuvre a été créée dans une forme orchestrale reprenant les trois deniers mouvements le 17 mars 1943 par l'orchestre de la Columbia sous la direction de Bernard Herrmann. Le quatuor a été joué la première fois le 24 avril 1957 par le Kohon String Quartet (ce dernier en a fait le premier enregistrement en 1963), mais il semble qu'il ait été joué beaucoup plus tôt, en 1938

## Quatuorno2
Il s'agit, cette fois-ci, d'une œuvre de la maturité du musicien, avec son écriture polytonale. Il a été composé entre 1911 et 1913. Il comporte 3 mouvements et son exécution demande environ un peu moins d'une demi-heure.
- Discussion (Andante moderato – Andante con spirito – Adagio molto)
- Arguments (Allegro con spirito)
- The Call of the Mountains (l'appel de la montagne : Adagio – Andante – Adagio)

Ives en résume la partition comme une discussion animée entre quatre hommes, se terminant vers une ascension d'une montagne afin de contempler le firmament. Plusieurs hymnes patriotiques servent de matériaux thématiques, dont le Columbia, the Gem of the Ocean, mêlés, dans le second mouvement, à des mélodies européennes classiques (Symphonie n° 6 de Tchaïkovski, neuvième de Beethoven...).
La création en a été faite le 11 mai 1946 par un ensemble de la Juilliard School, au cours d'un concert consacré aux œuvres de Ives et qui comportait également plusieurs premières. Le premier enregistrement en a été fait par le Walden String Quartet en 1946.

## Autres œuvres pour quatuors
Pour cet effectif Ives a aussi composé une Fugue en si mineur, une Fugue en ré, et une Pièce en sol pour quatuor, on trouve aussi un arrangement du Choral en quart de ton écrit à l'origine pour deux pianos. Il a aussi composé des œuvres où le quatuor est secondé par un instrument supplémentaire. Les Largo Risoluto No. 1 et Largo Risoluto No. 2 pour quatuor et piano, un Set of Three Short Pieces dont le premier mouvement Hymn est joué par le quatuor et une contrebasse, le second Scherzo pour quatuor seul, et le dernier The Innate pour quatuor et piano, In Re Con Moto et al et Hallowe'en pour quatuor et piano.